# Otto Hauser (Politiker)

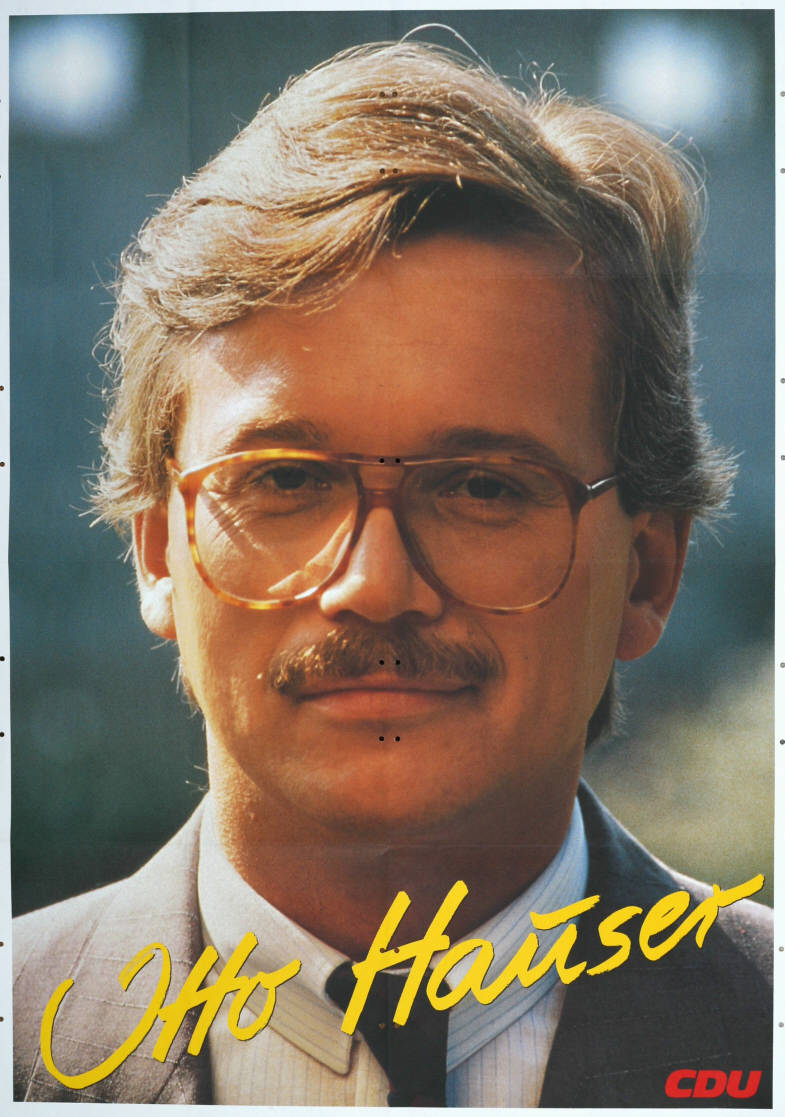
Kandidatenplakat Otto Hausers zur Bundestagswahl 1990

Otto Hauser (* 11. Juli 1952 in Göppingen) ist ein deutscher Politiker (CDU) und Journalist.
Er war von 1983 bis 1998 Mitglied des Bundestages und 1998 für wenige Monate Parlamentarischer Staatssekretär beim Bundeskanzler und Sprecher der Bundesregierung.

## Leben und Beruf
Nach der Schule machte Hauser eine Lehre als Bankkaufmann und absolvierte anschließend ein Aufbaustudium der Betriebswirtschaft. Seinen Wehrdienst leistete er von August 1975 bis November 1976  im Fallschirmjägerbataillon 251 ab. Danach war er Volontär bei der Eßlinger Zeitung und wurde später politischer Redakteur bei der Tageszeitung Die Welt.
Von 2001 bis 2005 war Otto Hauser Generalbevollmächtigter der M.Tech Technologie und Beteiligungs AG. Parallel moderierte er bei dem regionalen Fernsehsender B.TV seine eigene Sendung namens „Erfolgreiche Macher“.
Seit 2001 führt Otto Hauser eine eigene Unternehmensberatung und ist in verschiedenen Mandaten beratend in der Wirtschaft tätig. Des Weiteren ist er geschäftsführender Vorstand eines Forschungs- und Entwicklungsinstituts.
Hauser ist geschieden und hat zwei Kinder.

## Partei
1969 wurde Hauser Mitglied der Jungen Union und war bei dieser Orts- und Kreisvorsitzender sowie Mitglied des Landesvorstandes der Jungen Union Baden-Württemberg.  Im selben Jahr trat Hauser auch in die CDU ein. Er gehörte dem Landesvorstand und dem Präsidium der CDU Baden-Württemberg an.
Hauser war Vorsitzender des Bundesfachausschusses für Sicherheitspolitik der CDU Deutschlands.

## Abgeordneter
Von 1983 bis 1998 war Hauser Mitglied des Deutschen Bundestages.
In dieser Zeit war er unter anderem Verteidigungsexperte seiner Partei sowie ordentliches Mitglied im Verteidigungsausschuss.
Außerdem war Hauser von 1989 bis 1998 Chef der baden-württembergischen CDU-Landesgruppe im Bundestag und Sprecher der Vorsitzenden aller Landesgruppen.
Otto Hauser ist stets als direkt gewählter Abgeordneter des Wahlkreises Esslingen in den Bundestag eingezogen. Bei der Bundestagswahl 1998 unterlag er hier mit 40,2 % zu 45,9 % der Erststimmen dem SPD-Kandidaten Siegmar Mosdorf.

## Öffentliche Ämter
Am 26. Mai 1998 wurde Hauser als Parlamentarischer Staatssekretär beim Bundeskanzler und Sprecher der Bundesregierung in die von Bundeskanzler Helmut Kohl geführte Bundesregierung berufen. Nach der verlorenen Bundestagswahl endete seine Amtszeit am 27. Oktober 1998.
Am 26. Juni 2006 wurde Hauser Vorsitzender des Deutsch-Aserbaidschanischen Forums. Heute ist er Ehrenvorsitzender des Forums. Von April 2010 bis Oktober 2021 war er Honorarkonsul der Republik Aserbaidschan.
Hauser ist Ehrenvorsitzender der Sektion Esslingen/Göppingen des Wirtschaftsrates Deutschland.

## Kontroversen

### Nazi-Vergleich
Vier Monate vor der Bundestagswahl 1998 geriet Hauser als Regierungssprecher bundesweit in die Schlagzeilen. Hauser bezeichnete – ähnlich wie der damalige CSU-Generalsekretär Bernd Protzner – das Magdeburger Modell (nach der Landtagswahl 1998 eine SPD-geführte Minderheitsregierung mithilfe der PDS) als „ungefähr dasselbe, als wenn die Nationalsozialisten nach dem Kriege unter anderem Namen mitregiert hätten“. Dies wurde gemeinhin als Gleichsetzung von PDS und NSDAP wahrgenommen. Ignatz Bubis, Vorsitzender des Zentralrats der Juden, bezeichnete Hausers Aussagen als Geschichtsfälschung. Manfred Stolpe, Ministerpräsident des Landes Brandenburg, verurteilte ebenso Hausers Aussage; Hauser verharmlose „die Nazi-Verbrechen unerträglich“. Kurze Zeit später warnte Hauser in einem Interview mit der Chemnitzer Tageszeitung Freie Presse die Ostdeutschen davor, mit ihrem Wahlverhalten die Solidarität der Westdeutschen zu gefährden. Dies wurde gemeinhin als Drohung gewertet, die Transferleistungen in die neuen Länder zu kürzen, falls die PDS weiterhin hohe Stimmenanteile einfahren und an Landesregierungen beteiligt bleiben sollte. Hauser relativierte in der ZDF-Sendung Bonn direkt seine Aussagen; er sei missverstanden worden. Zum einen habe er die „SED/PDS nicht mit den Nazis verglichen“, zum anderen liege es ihm fern, die Ostdeutschen in ihrem Wahlverhalten bevormunden zu wollen. Künftig werde er sich „in der Bundespressekonferenz an die Regeln halten“ und sich „auf die Darstellung der Regierungspolitik konzentrieren“. Aus den eigenen Reihen der Unionsparteien und FDP sowie aus der Opposition wurde er kritisiert und zum Rücktritt aufgefordert. Für den damaligen CDU/CSU-Fraktionsvorsitzenden Wolfgang Schäuble war es „auch keine Entschuldigung, wenn Hauser darauf verweise, er habe sich nicht als Regierungssprecher, sondern als Abgeordneter geäußert“. FDP-Vorstandsmitglied Wolfgang Kubicki gehörte zu den Politikern, die seinen Rücktritt forderten. Rückendeckung erhielt Hauser u. a. von Bundeskanzler Helmut Kohl und CDU-Generalsekretär Peter Hintze. Zudem drohte der Vorstand der Bundespressekonferenz wegen Hausers Auftritten bei der Bundespressekonferenz schriftlich mit Konsequenzen. Die anwesenden Korrespondenten seien „nicht bereit, sich politisch missionieren oder für Wahlkampfzwecke mißbrauchen zu lassen“. Der Spiegel beurteilte Hausers Tätigkeit als Regierungssprecher folgendermaßen: „Noch nie hat es ein Regierungssprecher geschafft, sich gleich nach dem Start so zu blamieren. Kohls vermeintliche Wunderwaffe für die letzten Monate des Wahlkampfs erweist sich als grandiose Fehlbesetzung.“

### Aserbaidschan-Affäre
Im März 2021 geriet Hauser in die Kritik, weil er vor und während seiner Tätigkeit als Honorarkonsul von Aserbaidschan für den von İlham Əliyev autoritär regierten Staat Lobbyarbeit geleistet habe. Im Jahr 2008 fungierte er als inoffizieller Wahlbeobachter der aserbaidschanischen Präsidentschaftswahl. Die von der OSZE und Reporter ohne Grenzen kritisierten Wahlbedingungen bezeichnete Hauser als „frei und fair“. Im April 2010 wurde Hauser zum Honorarkonsul der Republik Aserbaidschan berufen. Im Jahr 2012 kritisiert ihn der Beauftragte der Bundesregierung für Menschenrechtspolitik und Humanitäre Hilfe, Markus Löning, für seinen Einsatz für das aserbaidschanische Regime. Im Jahr 2015 erteilte Hauser dem Anliegen, sich für die Menschenrechtsaktivistin Leyla Yunus einzusetzen, eine harsche Abfuhr. Er versuchte vergeblich, durch einen Anruf bei Oberbürgermeister Jürgen Zieger die Verleihung des Theodor-Haecker-Preises der Stadt Esslingen am Neckar an Yunus im Jahr 2013 zu verhindern. Er begleitete regelmäßig den ebenfalls in die Aserbaidschan-Affäre verwickelten Bundestagsabgeordneten und Staatssekretär Thomas Bareiß nach Aserbaidschan, wobei die Finanzierung dieser Reisen unklar ist. Die von Hauser geführte Unternehmensberatung Immens Consulting steht im Verdacht, durch den Industriepark in Sumqayıt zu profitieren. Nach dem militärischen Sieg über Armenien 2020 gratulierte Hauser dem „aserbaidschanischen Volk“. Der Traum von „Karabachs Befreiung“ habe „lange im Herzen Aliyevs gelegen und erforderte eine lange Vorbereitungsstrategie, Geduld und eine konsequente Politik“, um diesen „edlen Traum“ zu verwirklichen. Am 3. Mai berichtete Vice, Hauser habe ihnen eine Abmahnung auf Unterlassung signifikanter Teile ihrer kritischen Berichterstattung zustellen lassen.
Im August 2021 urteilte das Landgericht Stuttgart, dass Hauser weiter als „wichtigster Strippenzieher in der Aserbaidschan-Connection“ bezeichnet werden darf, da es sich bei dieser Aussage nicht um eine unwahre Tatsachenbehauptung, sondern um eine zulässige Meinungsäußerung handele, die Hauser hinzunehmen habe, so das Gericht. Auch weitere von Vice zitierte und hier wiedergegebene Aussagen dürfen weiterhin verbreitet werden. Ende Oktober 2021 beendete er schließlich seine Tätigkeit als Honorarkonsul.

## Kabinett
- Kabinett Kohl V